# Ciclopista della Valsugana
La ciclopista della Valsugana o ciclopista del Brenta è  una pista ciclabile, di 70 km che attraversa la Valsugana (ed il canale di Brenta) seguendo il corso del fiume Brenta. Questo itinerario ricalca parte dell'antica via Claudia Augusta.

## Descrizione
La pista corre nella Valsugana da San Cristoforo al Lago in direzione di Bassano del Grappa. Seguendo la direzione del fiume la pista è praticamente tutta in discesa, nel verso opposto si deve affrontare un dislivello complessivo di circa 350 metri.
Da San Cristoforo al Lago, costeggiando il lago di Caldonazzo, la ciclovia continua fino a Borgo Valsugana, centro principale della valle, per poi riprendere la sponda del fiume fino a Primolano. Arrivati in territorio comunale di Enego la ciclabile vera e propria termina, ma generalmente si prosegue fino a Bassano del Grappa, termine ideale dell'itinerario.